# 結婚!志願ショー
『結婚!志願ショー』（けっこん しがんショー）は、1984年10月19日から1985年6月28日までテレビ東京系列局で放送されていたテレビ東京製作の情報番組・恋愛バラエティ番組である。放送時間は毎週金曜 21:00 - 21:54 （日本標準時）。

## 概要
番組は毎回特定の職業をテーマにし、その職に就いている男性との結婚を望む女性を複数人スタジオに迎えていた（男性・女性ともに一般参加者なのかタレント参加者なのかは不明）。そして参加女性たちの夢を実現させるため、番組は男性に対してどのようなアプローチを取るべきかを彼女たちにアドバイスしていた。選択権は男性側にあり、参加女性たちの中から妻になってほしい女性を選ぶことができた。
司会は、東京12チャンネル時代に放送されていた『独占!男の時間』以来の同局出演となる山城新伍が務めていた。